# Stuck in the Sound
Stuck in the Sound est un groupe de rock indépendant français, originaire de Montreuil, en Seine-Saint-Denis. Il est formé en 2001, révélé en 2004, par les Inrockuptibles et sa compilation CQFD, et quelques mois plus tôt par le réseau Pince Oreilles à travers sa compilation La Pépinière. Le groupe chante en anglais.
Le groupe est un quatuor formé par José Réis Fontao (chant), Emmanuel Barichasse (guitare), Arno Bordas (basse) et François Ernie (batterie/chant) en janvier 2001. Le quatuor devient un quintet en 2012 avec l'intégration de leur ingénieur du son studio, Romain Dellavalle (synthé).
En juin 2023, à la suite de divergences artistiques et relationnelles, le groupe décide de se séparer de leur bassiste fondateur Arno Bordas.

## Biographie

### Formation (2000–2003)
Jose Réis Fontao et Emmanuel Barichasse se rencontrent en 2000 à Paris. José Réis Fontao rencontre ensuite Arno Bordas en 2001 à la faculté de cinéma de Marne-la-Vallée. François Ernie intègre le groupe comme batteur en janvier 2002 à Montreuil,. Le bassiste Arno Bordas, reprend les studios d'enregistrement Creaphonic en 2004 où le groupe répète pendant 3 ans et compose le 1er LP éponyme "Stuck in the Sound". Les goûts des membres de Stuck in the Sound sont alors différents mais se retrouvent sur Nirvana, qui a énormément influencé le groupe, Rage Against the Machine et Smashing Pumpkins puis plus tard sur Sonic Youth ou les Pixies,.

### Débuts (2004–2008)
Il existe un premier album non officiel, Stuck in the Sound, sorti à 500 exemplaires au début de leur carrière. Cet album homonyme, sorti en 2004, contient dix morceaux, dont Delicious Dog.
Nevermind the Living Dead, sorti en 2006, est le premier album officiel des Stuck in the Sound. Il rassemble des titres composés sur une durée de quatre ans. Le titre Toy Boy, extrait de Nevermind the Living Dead, fait partie de la liste des titres de Guitar Hero World Tour, il est aussi la musique du générique des Dents de la nuit. La chanson apparaît aussi dans le film La Chance de ma vie avec Virginie Efira.
Entre 2006 et 2007, ils font une première tournée de plus d’une centaine de dates à travers la France, passant notamment par le festival Rock en Seine, les Vieilles Charrues ou encore les Eurockéennes de Belfort.

### Shoegazing Kids(2009–2011)
Composé en l’espace de trois semaines, l’album Shoegazing Kids sort en janvier 2009. Cet album se distingue radicalement du premier, tout d’abord par son unité musicale : il ne s’agit pas d’une compilation de titres contrairement au premier album. « Tous les morceaux ont été enregistrés au même endroit, composés sensiblement à la même période, mixés par la même personne. Il y a une vraie unité de lieu et de temps », explique Arno Bordas, bassiste du groupe. L'album est produit par Nick Sansano, ingénieur du son de Sonic Youth, Public Enemy, Noir Désir. Il atteint la 69e place des classements français et reste au Top 200 pendant six semaines. En France, l'album compte plus de 10 000 exemplaires vendus. Shoegazing Kids est célébré dans une tournée qui débute dès janvier 2009 et qui durera un an avec une centaine de dates à travers la France, la Suisse, l’Allemagne et l’Autriche.
Shoegazing Kids évoque partout l’adolescence. « Celle des gamins solitaires et mal dans leur peau que nous avons tous été ». Le titre de l’album n’est pas une référence directe au courant de rock alternatif Shoegazing. Il faut plutôt prendre le titre au sens propre : Shoegazing Kids signifiant littéralement « ados, les yeux rivés sur leur chaussures ». L’album rend hommage à ces adolescents timides et renfermés sur eux-mêmes, qu’ont été autrefois les quatre membres du groupe. Dans le deuxième album des Stuck in the Sound, c’est le panel des émotions adolescentes qui remontent à la surface : premiers amours, premières fois, mauvaises notes et solitude… mais aussi rage de la jeunesse que l’on retrouve dans les riffs acérés de la chanson Gore Machine.
En 2010, le groupe assure la première partie du groupe de rock français Eiffel lors d'un concert au Zénith de Paris.

### Pursuit(2012–2015)

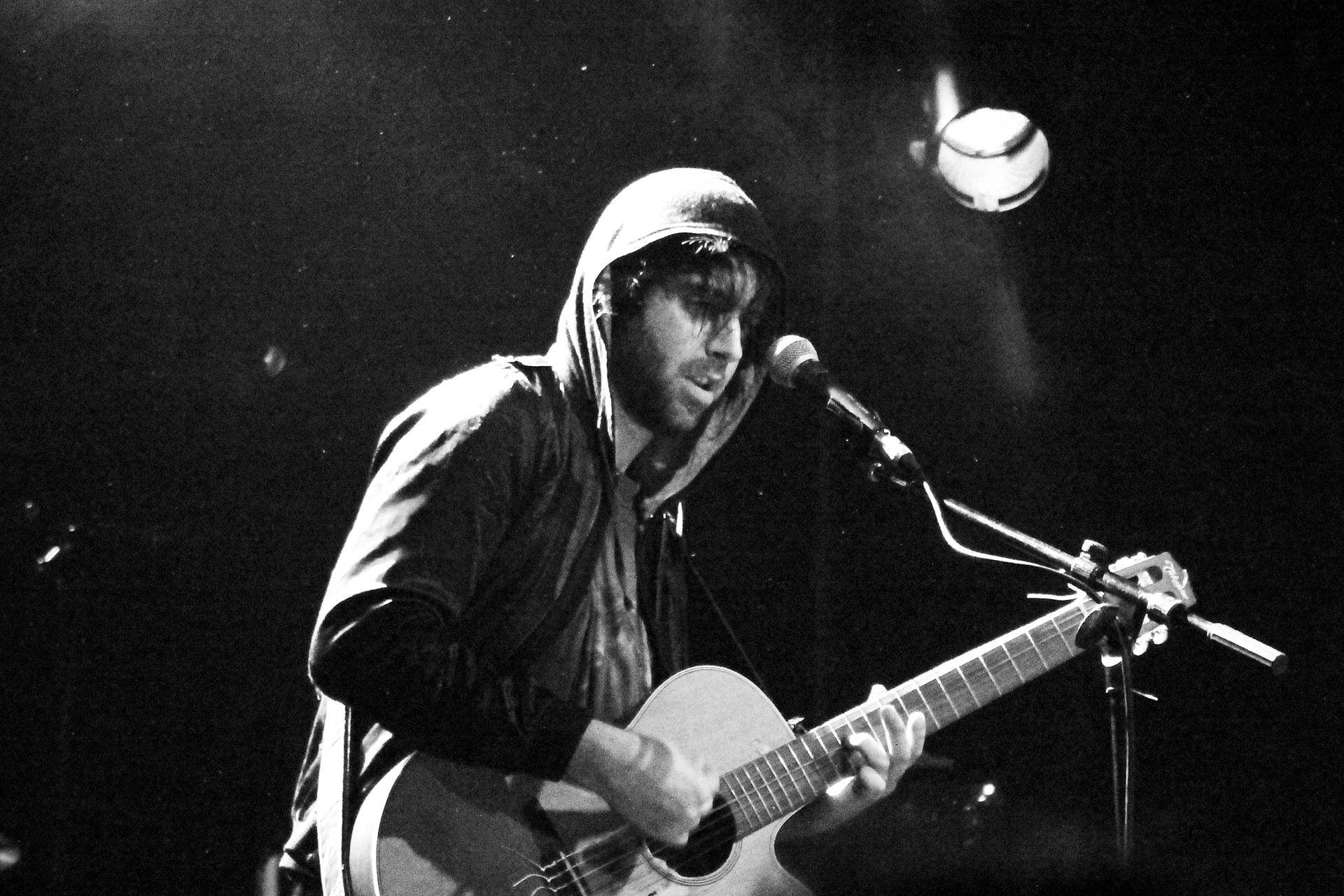
Stuck In The Sound, au Confort Moderne de Poitiers, en 2012.

En janvier 2012, le groupe sort Pursuit, édité par les labels It's Record/Discograph. Il est plus travaillé en studio que son prédécesseur. Les Stuck in the Sound se sont enfermés un an dans le studio que leur bassiste Arno Bordas a imaginé et conçu. Pendant plus d'un an, ils construisent leur studio d'enregistrement pour retrouver leur méthode de travail sur les arrangements. Il reçoit lui aussi un très bon accueil de la critique. L'édition Collector comprend en plus du CD contenant les 13 chansons, une compilation de quatre reprises de Brother par Yuksek, Juveniles et Panteros666. Cet album se démarque des autres par son approche plus pop des morceaux et une plus grande présence de claviers/synthétiseurs. Les clips des singles Brother et Let's Go s'écoutent partout sur la planète et Let's Go atteint les 50 000 000 de vues sur Youtube, dont un tiers est réalisé aux Etats-Unis, et un second tiers en Amérique Latine.
Le 21 octobre 2012, ils remplissent l'Olympia de Paris pour clore la tournée Pursuit - 2012.

### Survivor(2016)
Le 11 mars 2016, le groupe publie son nouvel album intitulé Survivor. Il comprend le morceau pop Miracle, dont le clip, publié en février, parodie la télévision des années 1980 et la culture MTV. Pour cet album, Stuck in the Sound signe avec la major Columbia Records, et « rompent avec leur passé bruitiste et énervé pour s'aventurer dans un nouvel univers sonore plus léché, délicat et radiophonique, plus proche de la pop des années 1980 que du rock hardcore de leurs débuts », selon Le Parisien.

### Badroom(depuis 2017)
En début décembre 2017, le groupe publie le clip d'un morceau intitulé Badroom, « dans la lignée du hardcore mélodique plutôt que de la musique à danser parfois proposée par le groupe. Le morceau est bon, et la vidéo encore plus. Le pitch : le dîner de Saint-Valentin d'un couple qui ne s'aime plus, mais alors plus du tout,. »

## Le retour du groupe en 2023
Après 6 ans d'absence, le groupe annonce qu'un nouvel album est en préparation le 3 Août 2023[réf. nécessaire].
En septembre 2023, les quatre membres restants décident de se séparer du bassiste fondateur du groupe Arno Bordas après 22 ans de collaboration.

## Projets parallèles
José Réis Fontao participe également à divers projets où il apporte sa voix et ses textes : YOU! dont la musique est composée par Romuald Boivin, ou avec DJ Pone, ancien membre de Birdy Nam Nam, avec qui il forme le duo Sarh.
Le frère de José, David Fontao est aussi chanteur dans le groupe I Am un chien!!. Les deux frères se sont réunis pour le single Brother.

## Discographie

### Albums studio
- 2004 : Stuck in the Sound (Stuck Records)
- 2006 : Nevermind the Living Dead (Stuck Records, Discograph)
- 2009 : Shoegazing Kids (It's Record, Discograph)
- 2012 : Pursuit (It's Record, Discograph)
- 2016 : Survivor (Columbia Records)
- 2019 : Billy Believe
- 2024 : 16 Dreams a Minute

### EP
- 2001 : 1st EP (démo 2 titres, Stuck Records)
- 2001 : 2nd EP (démo 5 titres, Stuck Records)
- 2003 : Almost an Album (Stuck Records)

### Singles
- 2017 : Badroom (BEAM)